# オー・ジー
オー・ジー株式会社は、大阪市淀川区に本社を置く独立系の化学系専門商社である。化学品・合成樹脂・色材など幅広く取り扱う。
事業内容は、染料・顔料・染色用薬剤・化学工業薬品・塗料・原料樹脂・樹脂製品・医薬品・機能材料・食品・機械機器及びそのソフトウェアの販売並びに輸出入業、不動産賃貸業。事業拠点は大阪、東京、札幌、苫小牧、仙台、富士、浜松、名古屋、福井、広島、愛媛、福岡。

## 沿革
- 1923年1月 - 井村貿易株式会社・山留合名会社・林六兵衛商店・河内合名会社・柴田安染料店が合同し、資本金50万円をもって大阪合同株式会社を設立。
- 1958年6月 - 大和化学工業株式会社（染色助剤・工業薬品製造業）を設立。
- 1967年4月 - 鈴川化学工業株式会社（工業薬品製造業）を設立。
- 1971年12月 - 東亜化成株式会社（工業薬品製造業）を設立
- 1980年7月 - オージー化学工業株式会社（工業薬品製造業）を設立
- 1982年9月 - 本社を大阪市淀川区宮原4丁目1番43号に新築移転。
- 1983年8月 - OSAKAGODO AMERICA INC.を設立。
- 1990年10月 - 国際佳美合同有限公司（化学品輸出入業）を設立。
- 1991年7月 - CIを導入。オー・ジー株式会社に社名変更。
- 1995年
  - 9月 - 株式会社エフ・オー・テック（工業薬品製造業）を設立。
  - 10月 - OG. ASIA(TAIWAN) CORPORATION（化学品輸出入業）を設立。
  - 12月 - 青島欧積塑膠製品有限公司（合成樹脂製品製造業）を設立。
- 1996年4月 - オー・ジー和歌山株式会社（化学薬品卸売業）を設立。
- 1997年
  - 10月 - 大同産業株式会社（化学薬品卸売業）に資本参加。
  - 12月 - 上海欧積貿易有限公司（化学品輸出入業）を設立。
- 1999年4月 - 株式会社ノアック（コンピューター関連業）を設立。
- 2001年4月 - オージーフィルム株式会社（フィルム製造・製品加工販売）を設立。
- 2004年
  - 6月 - OSAKAGODO KOREA CORPORATION（化学品輸出入業）を設立。
  - 7月 - 有限会社大阪定温物流サービス（冷蔵品の保管・配送業）を設立。
- 2007年11月 - オー・エヌ・コラボ株式会社（長瀬産業との共同出資会社）を設立。
- 2009年10月 - OG TRADING (THAILAND) CO.LTD.（化学品輸出入業）を設立。
- 2010年4月 - 国際佳美合同有限公司が、欧積貿易（香港）有限公司に社名変更。
- 2012年
  - 4月 - オー・エヌ・コラボ株式会社と長瀬カラーケミカル株式会社を合併。
  - 10月    中和化学薬品株式会社（工業用化学薬品卸売業）に資本参加。
- 2013年
  - 3月 - ARVIND OG NONWOVENS PVT. LTD.（不織布製造販売業）を設立。
  - 9月 - PT. OG ASIA INDONESIA（化学品輸出入業）を設立。
  - 10月 - OG CORPORATION INDIA PVT. LTD.（化学品輸出入業）を設立。
- 2015年4月 - MCグループに資本参加。
- 2016年12月 - 旭テクノ工業株式会社（合成樹脂材料製造販売業）に資本参加。
- 2017年11月 - 上海欧積貿易有限公司広州分公司を設立。
- 2019年
  - 3月 ‐ Arrow Forest International Co., Ltd.を設立。
  - 8月 - OG Trading Vietnam Co., Ltd.を設立。

## 関連会社

### 日本
15のグループ企業が存在する。
- 茶谷産業株式会社
- 大和化学工業株式会社
- オージーフィルム株式会社
- オー・ジー長瀬カラーケミカル株式会社 - 長瀬産業の子会社・長瀬カラーケミカルとオー・ジーの色材事業部及び子会社のオー・エヌ・コラボ株式会社を統合した会社[3]。

### 日本国外
- Osaka Godo America, Inc.
- IKE Trading CO. LTD.
- OG Asia (Taiwan) Corp.
- Shanghai OG Tradig Co. Ltd.
- Qingdao OG Plastic Products Co.
- OG Trading (Hong Kong) Co. Ltd.
- Osakagodo Korea Corp.
- OG Trading (Thailand) Co. Ltd.
- MC Industrial Chemical Co., Ltd.
- MC Plastics Co., Ltd.
- MC Solvents Co., Ltd.
- PT. OG Asia Indonesia
- Melog Specialty Chemicals Pvt. Ltd.
- Arvind OG Nonwovens PVT. LTD.
- OG Corporation India PVT. LTD.